# Prix de la Mémoire
Le prix de la Mémoire de la Fondation Danielle Mitterrand a été créé en 1988. Il a été fondé par Eva Weil et Jean-Claude Gawsewitch. Danielle Mitterrand en était la présidente d'honneur. Il a été décerné pour la première fois le 4 décembre 1989, au Maténadaran d'Erévan, ainsi qu'au 14e dalaï-lama et à Serge Klarsfeld.

## Liste de récipiendaires
- 1989, le Maténadaran d'Erévan, le 14e dalaï-lama[3] et Serge Klarsfeld
- 1990, l'Institut kurde de Paris, La Maison des esclaves de Gorée et l'association soviétique à la mémoire des victimes du stalinisme[4].
- 1993, l'Association pour les droits de l’homme et le développement au Cambodge, l'Union des peintres du Kurdistan irakien, et le film Latcho Drom pour le peuple Rom[5].,
- 1994, Lounès Matoub
- 1996, Ding Zilin et l'UNICEF[6]
- 1998, les communautés indiennes du Chiapas représentées par Maria Gloria Benavides[7]